# Злотников, Юрий Савельевич
Юрий Савельевич Злотников (23 апреля 1930, Москва, СССР — 25 сентября 2016, Москва, Россия) — советский и российский художник-абстракционист. Член-корреспондент Российской академии художеств (2012).
Считается одним из первых абстракционистов периода «оттепели». Системный подход к организации художественного языка выделяет творчество Злотникова на фоне других проявлений абстракционизма в рамках неоавангарда, чем в некоторой степени наследует живописным системам В. В. Кандинского и П. Мондриана. Его работы оказали влияние на развитие российского современного искусства второй половины XX века и начала нынешнего столетия. В начале 60-х разрабатывает «сигнальную систему», в которой сочетал художественный подход и научные методы.

## Биография
Родился 23 апреля 1930 года в родильном доме Грауэрмана на Арбате, в семье учёного в области машиностроения Савелия Львовича Злотникова, уроженца Коломны, выпускника МХТИ, и Этели Лейбовны (Львовны) Злотниковой (урождённой Рубинштейн), родом из Кременчуга. Двоюродный брат поэта Льва Рубинштейна (1947—2024).
С 1943 по 1950 год учился в Московской средней художественной школе при Академии художеств СССР. Одновременно занимался в скульптурной студии при музее А. С. Голубкиной под руководством А. И. Григорьева. Слушал лекции в ГМИИ имени А. С. Пушкина, посещал дом Фаворских-Ефимовых.
С 1951 по 1959 год работал главным художником-дизайнером на ВДНХ в павильоне «Наука». В 1954—1956 гг. работал в Большом театре в качестве стажёра-декоратора вместе с А. Тышлером, В. Рындиным. И. Рабиновичем. В 1955—1970 гг. сотрудничал в качестве книжного иллюстратора в московских издательствах, в 1974—1989 гг. — с мастерской эстампа комбината графических искусств МОСХ. В 1961—1979 гг. руководил детской изостудией Дома пионеров Ленинского района Москвы.
Член Союза художников СССР с 1974 года.
В середине 1950-х годов начал после посещения лекций по кибернетике и математике заниматься абстрактным искусством. Его интересы в ближайшем круге единомышленников разделяли художники В. Слепян и Б. Турецкий, в частности, совместно с Владимиром Слепяном проводились так называемые «сеансы одновременной живописи», которые можно назвать наиболее радикальными экспериментами в европейском искусстве тех лет, на стыке беспредметного и перформативного искусства. Он описывал Владимира Слепяна как своего единомышленника в искусстве, с которым в итоге их творческие пути разошлись: «Был один приятель — Владимир Слепян. Он учился со мной в художественной школе. Потом поступил на мехмат, потом снова вернулся к искусству. В 50-е мы немного работали вместе. Вскоре он уехал во Францию, там занимался разной деятельностью. Мы с ним были первыми абстракционистами. Но я занимался этим очень упорно. У меня возникло собственное направление, свой собственный язык. Слепян был интеллектуальным художником в более широком смысле, поэтому мы и разошлись. Да и другие художественные группы возникли позже, когда у меня уже выработался собственный язык».
В 1956—1957 годах разрабатывал «Сигнальную систему» в изобразительном искусстве, в рамках которой происходит основательное сближение научной и художественной парадигм. Совместно с психологами он проводил эксперименты, пытаясь понять, как человеческий мозг воспринимает посылаемые картинами сигналы. В 1958 году организовал Всесоюзную выставку электросварки в павильоне «Механизация и электрификации сельского хозяйства» на основе «Сигнальной системы». Работы из серии «Сигналы» включены в коллекцию Центра Помпиду.
С начала 1960-х годов художник увлекался инженерной психологией, промышленным дизайном: делал проекты оформления школы, заводских помещений. Занимался преподавательской работой в Московском отделении Союза художников СССР, членом которого стал только в 1972 году.
В 1960—1980-е годы экспериментировал с фигуративной живописью, впоследствии вернулся к переосмыслению модернистской абстракции и создавал не только живописные работы, но и принты на холсте.
В 1998 году он получил серебряную медаль Российской Академии Художеств.
Ретроспективы Юрия Злотникова были экспонированы в Государственной Третьяковской галерее, Московском музее современного искусства, Государственном Русском музее, Доме художника (Иерусалим) и др.
Умер 25 сентября 2016 года в возрасте 86 лет в Москве. Похоронен на Востряковском кладбище.

## Работы находятся в собраниях
- Национальный центр искусства и культуры Жоржа Помпиду, Париж
- Государственная Третьяковская галерея, Москва
- Государственный Русский музей, Санкт-Петербург
- Государственный музей изобразительных искусств им. А. С. Пушкина, Москва
- Московский музей современного искусства, Москва
- ART4.RU, Москва
- Государственный центр современного искусства, Москва
- Государственный литературный музей, Москва
- Государственный музей Л. Н. Толстого, Москва
- Государственный историко-архитектурный художественный и ландшафтный музей-заповедник «Царицыно», Москва
- Музей нонконформизма, Москва
- Дальневосточный художественный музей, Хабаровск
- Музей им. Андрея Сахарова, Москва
- Национальный художественный музей, Сент-Поль-де-Ванс, Франция
- Галерея De France, Париж, Франция
- Галерея Жоржа Оливье , Париж, Франция
- Галерея Бинет, Тель-Авив, Израиль
- Галерея Энгель, Тель-Авив, Иерусалим, Израиль.

## Персональные выставки
- 2022 — Юрий Злотников. Контрапункт: динамика воздействия. Галерея pop/off/art, Москва
- 2018 — Юрий Злотников. Космология художника. В трёх разделах. Галерея Нади Брыкиной, Москва,
- 2016 — Юрий Злотников. Из частных собраний Tsukanov Family Foundation, Михаила Алшибая, Марка Курцера и Музея АРТ4. Мультимедиа Арт Музей, Москва
- 2015 — «Живопись — анализ психофизиологии человека и отображение его бытийного пространства». Галерея искусств Зураба Церетели, Москва
- 2011 — «Неофициальная встреча» из коллекции Н. Брыкиной Русский музей, Санкт-Петербург
- 2011 — Движение. Пространство. Галерея Н. Брыкиной, Цюрих
- 2011 — «Космос Юрия Злотникова». Московский музей современного искусства, Москва.[6][11]
- 2010 — Yuri Zlotnikov. Bewegung. Raum / Юрий Злотников. Движение. Пространство /. Галерея Нади Брыкиной, Цюрих, Швейцария
- 2008 — Государственный Русский музей, Мраморный дворец, Санкт-Петербург.
- 2007 — «Юрий Злотников. Ретроспектива». Государственная Третьяковская галерея, Москва.[12]
- 2004 — Государственная Третьяковская галерея, Москва.[13]
- 2003 — Юрий Злотников и Александр Константинов. Дискретное и конкретное. ГЦСИ, Москва
- 2002 — «Фестиваль искусства», Дели
- 2001 — Галерея М. Зандзман, Берлин
- 2000 — Выставка к 70-летию, Галерея «На Солянке», Москва
- 2000 — Выставка к 70-летию, Дом художника на Кузнецком мосту, Москва
- 1992 — Клуб муниципалитета, Маалот, Израиль
- 1991 — Пространство, цвет, импульс. Дом художника, Иерусалим, Израиль
- 1990 — Пространство, цвет, импульс. Центр современного искусства, Москва / Варшава
- 1990 — Фестиваль русского искусства. Хельсинки
- 1987 — Творческий вечер в рамках выставки «Ретроспекция творчества Московских художников. 1975—1987», объединение «Эрмитаж», Москва
- 1986 — Дом художника на Кузнецком мосту, Москва
- 1985 — Московский Дом архитектора, Москва
- 1978 — Однодневная выставка и вечер в Доме художника на Кузнецком мосту, Москва
- 1977 — Институт истории искусств при Министерстве культуры СССР, Москва
- 1972 — Дом художника на Кузнецком мосту, Москва.

## Групповые выставки
- 2021 — Лаборатория будущего: кинетическое искусство в России. Государственная Третьяковская галерея на Крымском валу. Москва
- 2021 — Вещность. Московский музей современного искусства. Москва
- 2020 — Чёткие Контуры. Alina Pinsky Gallery. Москва
- 2020 — Под давлением. Галерея pop/off/art. Москва
- 2019 — Гео-метрия в культуре XX—XXI веков. К столетию Баухауса. Государственный центр современного искусства. Москва
- 2019 — Абстракция в авангарде. Центр современного искусства им. Сергея Курёхина. Санкт-Петербург
- 2019 — Между нулем и единицей. Александр Панкин и авангарды. Московский музей современного искусства. Москва
- 2019 — 7-я Международная ярмарка современного искусства Cosmoscow. Гостиный двор. Москва
- 2017-2016 — KOllEKTSIA! Contemporary Art in the USSR and Russia. 1950—2000. A Major Donation. Centre Pompidou. Париж. Франция
- 2016 — Трое: Михаил Рогинский, Борис Турецкий, Юрий Злотников. ART4; Центральный дом художника. Москва
- 2016 — Московская оттепель: 1953—1968. Государственный музей изобразительных искусств им. А. С. Пушкина; Государственная Третьяковская галерея; Парк Горького; Музей Москвы. Москва
- 2015 — Опыт свободы: Творческое объединение «Эрмитаж» 1986—1988. Галерея «Беляево». Москва
- 2012 — Из коллекции Нади Брыкиной. Творчество шестидесятников. Nadja Brykina Gallery. Москва
- 2011 — Москва. Посвящение Малевичу. Nadja Brykina Gallery. Москва
- 2010 — Визуальное / Умозрительное. Государственный центр современного искусства. Москва
- 2010 — Поле действия. Московская концептуальная школа и ее контекст. Фонд культуры «Екатерина». Москва
- 2006 — Время перемен. Искусство 1960—1985 в Советском Союзе. Государственный Русский музей. Санкт-Петербург
- 2004 — Москва — Берлин / Берлин — Москва. 1950—2000. Современный взгляд. Государственный исторический музей. Москва
- 2001-2002 — Абстракция в России. XX век. Государственный Русский музей. Санкт-Петербург
- 2002-2004 — Московское время. Contemporary Art Centre. Вильнюс. Литва; Нижний Новгород; Киров; Йошкар-Ола; Ставрополь; Петрозаводск
- 2001 — 10-я Международная выставка современного искусства. Дели. Индия
- 1999-1998 — А.С.П. посвящается. Передвижная выставка в рамках фестиваля современного искусства «Пушкин и современность». Центр современного искусства «Арс Форум», Ярославль; Муниципальная художественная галерея, Кострома; Государственный историко-архитектурный и художественный музей-заповедник, Плес; Государственный художественный музей, Нижний Новгород; Муниципальный музей изобразительных искусств, Нижний Тагил; Музей изобразительных искусств, Екатеринбург; Республиканский художественный музей им. М. В. Нестерова, Уфа; Областной художественный музей, Самара; Государственный музей изобразительных искусств Республики Татарстан, Казань
- 1998 — Мастерская конструктивизма. Геометрия. Структура. Орнамент. Цвет. Государственная Третьяковская галерея. Москва
- 1994 — Московские художники. Новый взгляд. Дом художника на Кузнецком Мосту. Москва
- 1993 — Adresse provisoire pour l’art contemporain russe. Musee de la poste. Париж
- 1992 — Классический музей и современное искусство. Государственный музей изобразительных искусств им. А. С. Пушкина. Москва
- 1991 — Современный художник — Малевичу. Государственная Третьяковская галерея. Москва
- 1991 — Диаспора. Центральный дом художника. Москва; Adligheten i Rysk Konst. Galleri Otso. Хельсинки. Финлядния
- 1991-1990 — Другое искусство. Москва 1956—1976. Государственная Третьяковская галерея. Москва; Государственный Русский музей. Ленинград
- 1990 — Четыре художника из Москвы. Дом художника. Тель-Авив. Израиль
- 1990 — Perestroika Art, année 5. Galerie L’Orangerie. Сен-Поль-де-Ванс. Франция
- 1990 — Soviet Contemporary Art. The Property of the Kniga collection. The Puck Building (Habsburg, Feldman, Inc. of Geneva. Fine Art Auctioneers). Нью-Йорк. США
- 1989 — Labyrinth. Neue Kunst aus Moskau. Гамбург. Германия
- 1989 — Moscow Artists in London. Riverside Artist’s Group. Лондон. Великобритания
- 1989 — Научно-технический прогресс и изобразительное искусство. Дом художника на Кузнецком Мосту. Москва
- 1988 — 2-я выставка Первого творческого объединения. Дом художника на Кузнецком Мосту. Москва
- 1988 — Геометрия в искусстве. Выставочный зал Красногвардейского района на ул. Академика Миллионщикова («На Каширке»). Москва
- 1988 — Фестиваль искусств. Багдад. Ирак
- 1988 — Exposition de la peinture sovietique. Galerie de France. Париж. Франция
- 1988 — Графика московских художников: Городу и миру. Центральный дом художника. Москва
- 1988 — Автопортрет в творчестве московских художников. Дом художника на Кузнецком Мосту. Москва
- 1988 — Лабиринт. Московский Дворец молодежи. Москва
- 1987 — 1-я Всесоюзная выставка станковой графики. Центральный дом художника. Москва
- 1987 — Художник и современность. 1-я выставка Первого творческого объединения. ВЗ Красногвардейского района на ул. Академика Миллионщикова («На Каширке»). Москва
- 1987 — Философский рисунок. Центральный дом художника. Москва
- 1987 — Ретроспекция творчества московских художников. 1957—1987. Любительское объединение «Эрмитаж», ВЗ на Профсоюзной, 100; Культурный центр «На Петровских линиях». Москва
- 1986 — 17-я выставка молодых художников Москвы и Московской области (ретроспективный раздел). Дом художника на Кузнецком Мосту. Москва
- 1986 — Искусство и научно-технический прогресс. Центральный дом художника. Москва
- 1985 — Выставка произведений московских художников. Центральный дом художника. Москва
- 1984 — Авангард в живописи и музыке. Однодневная выставка. Дом художника на Кузнецком Мосту. Москва
- 1980 — Выставка произведений московских художников. Дом художника на Кузнецком Мосту. Москва
- 1979 — Выставка художников-педагогов. Центральный Дворец пионеров. Москва
- 1978 — Лев Толстой в изобразительном искусств. Музей Л. Н. Толстого. Москва
- 1972 — Однодневная выставка московских графиков. Дом художника на Кузнецком Мосту. Москва
- 1966 — Выставка молодых художников Москвы и Московской области. Дом художника на Кузнецком Мосту. Москва
- 1962 — Выставка произведений московских художников. Кинотеатры «Иллюзион» и «Ударник». Москва

1956 — 1978 — многочисленные квартирные выставки, Москва

## Цитаты
- «Главная мысль моей работы: мы реализуем свою психическую деятельность. Искусство — это модель нашей внутренней жизни. Общение с математиками показало мне, что помимо словесных операций есть более простой язык — язык нашей физиологии. Сегодня издано много книг, абстракция стала модой. Если нас интересовало все-таки познание, то сегодня абстрактное искусство является некоторого рода позицией, несущей социальную нагрузку»[14] — Юрий Злотников, 2013.
- Юрий Злотников"Моя линия в искусстве имеет семантико-научный характер, я исследовал возможности воздействия живописи на человеческое мышление. Все это сделало мою судьбу более одинокой, у меня не могло быть своего круга"[8] — Юрий Злотников, 2013.
- «Лабораторные работы Злотникова насчитывают тысячи эскизов, листов — это как бы бесконечные снимки физических частиц в камере Вильсона. Сказать, в каком из них наконец четко различим сигнал, трудно. Суждения вкуса здесь не всегда могут быть надежным критерием, ибо красота композиции может быть обманчива, оказаться уступкой, пусть даже невольной, опыту вкуса. Приходится не столько оценивать каждую работу, сколько извлечь смысл из всей их массы и уже этот извлечённый смысл приложить к отдельной работе, дабы понять её»[15] — Александр Раппапорт, 1991.
- «Юрий Злотников неистов в творчестве, каждое произведение он считает шедевром и свято верит в свою неповторимость. Он много работает, до бесконечности варьируя цветом, геометрическими формами, находя в них постижимый и непостижимый смысл. Поэтому очень символична его картина, посвященная „Черному квадрату“ Малевича. Он страстно оспаривает уверенность Малевича в том, что это произведение ставит точку на цветовом отношении к миру. Юрий Злотников своими броскими, напряженными, энергичными мазками как бы разрушает „Черный квадрат“ и показывает беспредельность цветовых ощущений, знаковости и метафоричности всего окружающего мира»[16] — Евграф Кончин, 2004.